# Centrum voor Interfarmaceutische diensten in België
Het Centrum voor Interfarmaceutische diensten in België (CIB) is een vereniging zonder winstoogmerk die in 1969 werd opgericht door een samenwerkingsverband van farmaceutische bedrijven.
Aan de basis van de oprichting lag het inzicht dat elk bedrijf in de sector geconfronteerd wordt met vergelijkbare marketing- en managementproblemen. CIB is zowel een discussieforum als een actiegroep. De activiteiten van CIB omvatten het opzetten of selecteren van diensten met een goede prijs-kwaliteitsverhouding, het verkrijgen van een betrouwbare dienstverlening door derden en het opleggen van de ethische regels van de farmaceutische industrie aan deze derden.
Het CIB telt een tachtigtal leden, waarvan de grote meerderheid tevens lid is van de industrieorganisatie pharma.be.